# Tunézia a 2008. évi nyári olimpiai játékokon
Tunézia a kínai Pekingben megrendezett 2008. évi nyári olimpiai játékok egyik részt vevő nemzete volt. Az országot az olimpián 10 sportágban 26 sportoló képviselte, akik összesen 1 érmet szereztek.

## Érmesek
| Érem  | Versenyző         | Sportág | Versenyszám             |
| ----- | ----------------- | ------- | ----------------------- |
| Arany | Uszáma el-Mellúli | Úszás   | Férfi 1500 m gyorsúszás |

## Atlétika
Férfi

| Versenyző          | Versenyszám     | Eredmény | Helyezés |
| ------------------ | --------------- | -------- | -------- |
| Hátem Gúla         | 50 km gyaloglás | 4:03:47  | 33.      |
| Hátem Gúla         | 20 km gyaloglás | 1:23:44  | 27.      |
| Haszanin esz-Szbái | 20 km gyaloglás | 1:25:23  | 34.      |

Női

| Versenyző    | Versenyszám    | Előfutam     | Előfutam | Előfutam | Döntő   | Döntő    |
| Versenyző    | Versenyszám    | Idő          | Hely.    | Össz.    | Idő     | Helyezés |
| ------------ | -------------- | ------------ | -------- | -------- | ------- | -------- |
| Habíba Gríbi | 3000 m akadály | 9:25,50 (NR) | 5.       | 8.       | 9:36,43 | 13.      |

| Versenyző        | Versenyszám | Selejtező | Selejtező | Döntő    | Döntő    |
| Versenyző        | Versenyszám | Eredmény  | Helyezés  | Eredmény | Helyezés |
| ---------------- | ----------- | --------- | --------- | -------- | -------- |
| Lejla Ben Júszef | Rúdugrás    | 400 cm    | 32.*      | kiesett  | kiesett  |

* - egy másik versenyzővel azonos eredményt ért el
NR - nemzeti rekord

## Birkózás

### Férfi
Kötöttfogású

| Versenyző       | Versenyszám | Selejtező         | Nyolcaddöntő                     | Negyeddöntő       | Elődöntő          | Vigaszág első kör | Vigaszág elődöntő | Bronz- mérkőzés   | Döntő             | Helyezés |
| Versenyző       | Versenyszám | Ellenfél Eredmény | Ellenfél Eredmény                | Ellenfél Eredmény | Ellenfél Eredmény | Ellenfél Eredmény | Ellenfél Eredmény | Ellenfél Eredmény | Ellenfél Eredmény | Helyezés |
| --------------- | ----------- | ----------------- | -------------------------------- | ----------------- | ----------------- | ----------------- | ----------------- | ----------------- | ----------------- | -------- |
| Hajkel el-Ásúri | 84 kg       |                   | Şalma Qodabadze (AZE) · 0-5, 0-5 | kiesett           | kiesett           |                   |                   |                   |                   | 20.      |

Szabadfogású

| Versenyző      | Versenyszám | Selejtező         | Nyolcaddöntő                       | Negyeddöntő       | Elődöntő          | Vigaszág első kör | Vigaszág elődöntő | Bronz- mérkőzés   | Döntő             | Helyezés |
| Versenyző      | Versenyszám | Ellenfél Eredmény | Ellenfél Eredmény                  | Ellenfél Eredmény | Ellenfél Eredmény | Ellenfél Eredmény | Ellenfél Eredmény | Ellenfél Eredmény | Ellenfél Eredmény | Helyezés |
| -------------- | ----------- | ----------------- | ---------------------------------- | ----------------- | ----------------- | ----------------- | ----------------- | ----------------- | ----------------- | -------- |
| Adnán er-Rhími | 84 kg       |                   | Harutjun Jenokjan (ARM) · 0-6, 1-8 | kiesett           | kiesett           |                   |                   |                   |                   | 18.      |

### Női
Szabadfogású

| Versenyző     | Versenyszám | Selejtező         | Nyolcaddöntő                        | Negyeddöntő       | Elődöntő          | Vigaszág első kör | Vigaszág elődöntő | Bronz- mérkőzés   | Döntő             | Helyezés |
| Versenyző     | Versenyszám | Ellenfél Eredmény | Ellenfél Eredmény                   | Ellenfél Eredmény | Ellenfél Eredmény | Ellenfél Eredmény | Ellenfél Eredmény | Ellenfél Eredmény | Ellenfél Eredmény | Helyezés |
| ------------- | ----------- | ----------------- | ----------------------------------- | ----------------- | ----------------- | ----------------- | ----------------- | ----------------- | ----------------- | -------- |
| Marva el-Ámri | 55 kg       |                   | Jackeline Renteria (COL) · 4-7, TUS | kiesett           | kiesett           |                   |                   |                   |                   | 14.      |

## Cselgáncs
Férfi

| Versenyző    | Versenyszám | Selejtező                          | 32-es főtábla                 | Nyolcaddöntő      | Negyeddöntő       | Elődöntő          | Vigaszág első kör | Vigaszág negyeddöntő | Vigaszág elődöntő | Bronz- mérkőzés   | Döntő             | Helyezés |
| Versenyző    | Versenyszám | Ellenfél Eredmény                  | Ellenfél Eredmény             | Ellenfél Eredmény | Ellenfél Eredmény | Ellenfél Eredmény | Ellenfél Eredmény | Ellenfél Eredmény    | Ellenfél Eredmény | Ellenfél Eredmény | Ellenfél Eredmény | Helyezés |
| ------------ | ----------- | ---------------------------------- | ----------------------------- | ----------------- | ----------------- | ----------------- | ----------------- | -------------------- | ----------------- | ----------------- | ----------------- | -------- |
| Júszef Badra | Váltósúly   | Srđan Mrvaljević (MNE) · 0010-0020 | kiesett                       | kiesett           | kiesett           | kiesett           |                   |                      |                   |                   |                   | 33.      |
| Anísz Sedli  | Nehézsúly   |                                    | Teddy Riner (FRA) · 0000-0010 | kiesett           | kiesett           | kiesett           |                   |                      |                   |                   |                   | 21.      |

Női

| Versenyző             | Versenyszám  | Selejtező                              | Nyolcaddöntő                         | Negyeddöntő                   | Elődöntő          | Vigaszág első kör | Vigaszág negyeddöntő               | Vigaszág elődöntő | Bronz- mérkőzés   | Döntő             | Helyezés |
| Versenyző             | Versenyszám  | Ellenfél Eredmény                      | Ellenfél Eredmény                    | Ellenfél Eredmény             | Ellenfél Eredmény | Ellenfél Eredmény | Ellenfél Eredmény                  | Ellenfél Eredmény | Ellenfél Eredmény | Ellenfél Eredmény | Helyezés |
| --------------------- | ------------ | -------------------------------------- | ------------------------------------ | ----------------------------- | ----------------- | ----------------- | ---------------------------------- | ----------------- | ----------------- | ----------------- | -------- |
| Sahnez el-Mbárki      | Légsúly      | Ljudmila Lusznyikova (UKR) · 0000-0221 | kiesett                              | kiesett                       | kiesett           |                   |                                    |                   |                   |                   | 19.      |
| Neszrijja el-Zselászi | Könnyűsúly   |                                        | Jurisleidi Lupetej (CUB) · 1000-0000 | Pekli Mária (AUS) · 0000-1011 |                   |                   | Baczkó Bernadett (HUN) · 0000-1011 | kiesett           | kiesett           |                   | 9.       |
| Huda Míled            | Félnehézsúly |                                        | Stéphanie Possamaï (FRA) · 0012-1010 | kiesett                       | kiesett           |                   |                                    |                   |                   |                   | 16.      |
| Nihel Sejh Rúhu       | Nehézsúly    | Carmen Chala (ECU) · 1000-0000         | Kim Najong (KOR) · 0001-0011         | kiesett                       | kiesett           |                   |                                    |                   |                   |                   | 14.      |

## Kerékpározás

### Országúti kerékpározás
Férfi

| Versenyző   | Versenyszám   | Idő              | Helyezés |
| ----------- | ------------- | ---------------- | -------- |
| Ráfaa Stivi | Mezőnyverseny | 7:03:04 (+39:15) | 86.      |

## Ökölvívás
| Versenyző                | Versenyszám  | Selejtező                        | Nyolcaddöntő                     | Negyeddöntő                  | Elődöntő          | Döntő             | Helyezés |
| Versenyző                | Versenyszám  | Ellenfél Eredmény                | Ellenfél Eredmény                | Ellenfél Eredmény            | Ellenfél Eredmény | Ellenfél Eredmény | Helyezés |
| ------------------------ | ------------ | -------------------------------- | -------------------------------- | ---------------------------- | ----------------- | ----------------- | -------- |
| Valíd Seríf              | Légsúly      | Stephen Sutherland (AUS) · 14-2  | I Okszong (KOR) · 11-5           | Vincenzo Picardi (ITA) · 5-7 | kiesett           | kiesett           | 5.       |
| Alá esz-Szhíli           | Pehelysúly   | Wilhelm Gratschow (GER) · 14-5   | Arturo Santos Reyes (MEX) · 2-14 | kiesett                      | kiesett           | kiesett           | 9.       |
| Szajf ed-Dín en-Nezsmávi | Könnyűsúly   | Alekszej Tyiscsenko (RUS) · 2-10 | kiesett                          | kiesett                      | kiesett           | kiesett           | 17.      |
| Hamza Haszini            | Kisváltósúly | Morteza Szepahvandi (IRI) · 4-16 | kiesett                          | kiesett                      | kiesett           | kiesett           | 17.      |
| Murád esz-Szahrávi       | Félnehézsúly | Csang Hsziao-ping (CHN) · 1-3    | kiesett                          | kiesett                      | kiesett           | kiesett           | 17.      |

## Súlyemelés
Férfi

| Versenyző     | Versenyszám | Szakítás | Szakítás | Lökés                    | Lökés                    | Összesen | Helyezés |
| Versenyző     | Versenyszám | Eredmény | Helyezés | Eredmény                 | Helyezés                 | Összesen | Helyezés |
| ------------- | ----------- | -------- | -------- | ------------------------ | ------------------------ | -------- | -------- |
| Halíl el-Mávi | 56 kg       | 126      | 7.       | érvényes kísérlet nélkül | érvényes kísérlet nélkül | kiesett  | kiesett  |

Női

| Versenyző        | Versenyszám | Szakítás | Szakítás | Lökés    | Lökés    | Összesen | Helyezés |
| Versenyző        | Versenyszám | Eredmény | Helyezés | Eredmény | Helyezés | Összesen | Helyezés |
| ---------------- | ----------- | -------- | -------- | -------- | -------- | -------- | -------- |
| Hanen el-Orfelli | 63 kg       | 80       | 17.      | 95       | 16.      | 175,0    | 16.      |

## Taekwondo
Női

| Versenyző       | Versenyszám | Nyolcaddöntő               | Negyeddöntő       | Elődöntő          | Vigaszág elődöntő               | Bronz- mérkőzés   | Döntő             | Helyezés |
| Versenyző       | Versenyszám | Ellenfél Eredmény          | Ellenfél Eredmény | Ellenfél Eredmény | Ellenfél Eredmény               | Ellenfél Eredmény | Ellenfél Eredmény | Helyezés |
| --------------- | ----------- | -------------------------- | ----------------- | ----------------- | ------------------------------- | ----------------- | ----------------- | -------- |
| Haula Ben Hamza | Nehézsúly   | María Espinoza (MEX) · 0-4 |                   |                   | Karolina Kedzierska (SWE) · 4-5 | kiesett           |                   | 7.       |

## Tenisz
| Versenyző     | Versenyszám | 64-es főtábla                       | 32-es főtábla     | Nyolcaddöntő      | Negyeddöntő       | Elődöntő          | Bronz- mérkőzés   | Döntő             | Helyezés |
| Versenyző     | Versenyszám | Ellenfél Eredmény                   | Ellenfél Eredmény | Ellenfél Eredmény | Ellenfél Eredmény | Ellenfél Eredmény | Ellenfél Eredmény | Ellenfél Eredmény | Helyezés |
| ------------- | ----------- | ----------------------------------- | ----------------- | ----------------- | ----------------- | ----------------- | ----------------- | ----------------- | -------- |
| Szelíma Szfar | Női egyes   | Caroline Wozniacki (DEN) · 4-6, 1-6 | kiesett           | kiesett           | kiesett           | kiesett           | kiesett           | kiesett           | 33.      |

## Úszás
Férfi

| Versenyző         | Versenyszám  | Előfutam | Előfutam | Előfutam | Elődöntő | Elődöntő | Elődöntő | Döntő        | Döntő    |
| Versenyző         | Versenyszám  | Idő      | Hely.    | Össz.    | Idő      | Hely.    | Össz.    | Idő          | Helyezés |
| ----------------- | ------------ | -------- | -------- | -------- | -------- | -------- | -------- | ------------ | -------- |
| Uszáma el-Mellúli | 200 m gyors  | 1:47,97  | 8.       | 19.*     | kiesett  | kiesett  | kiesett  | kiesett      | kiesett  |
| Uszáma el-Mellúli | 400 m gyors  | 3:44.54  | 3.       | 7.       |          |          |          | 3:43.45 (AF) | 5.       |
| Uszáma el-Mellúli | 1500 m gyors | 14:47,76 | 1.       | 6.       |          |          |          | 14:40,84     |          |

* - egy másik versenyzővel azonos időt ért el
AF - Afrika-rekord

## Vívás
Női
| Versenyző     | Versenyszám  | Selejtező                 | 32-es főtábla                | Nyolcaddöntő                     | Negyeddöntő                | Elődöntő          | Bronz- mérkőzés   | Döntő             | Helyezés |
| Versenyző     | Versenyszám  | Ellenfél Eredmény         | Ellenfél Eredmény            | Ellenfél Eredmény                | Ellenfél Eredmény          | Ellenfél Eredmény | Ellenfél Eredmény | Ellenfél Eredmény | Helyezés |
| ------------- | ------------ | ------------------------- | ---------------------------- | -------------------------------- | -------------------------- | ----------------- | ----------------- | ----------------- | -------- |
| Ínesz Búbakri | Tőr, egyéni  | Jujie Luan (CAN) · 9-13   | kiesett                      | kiesett                          | kiesett                    | kiesett           | kiesett           | kiesett           | 33.      |
| Azza Beszbesz | Kard, egyéni | Jyoti Chetty (RSA) · 15-2 | Leonore Perrus (FRA) · 15-11 | Olga Ovtchinnikova (CAN) · 15-12 | Rebecca Ward (USA) · 14-15 | kiesett           | kiesett           | kiesett           | 7.       |